# Portland Rosebuds

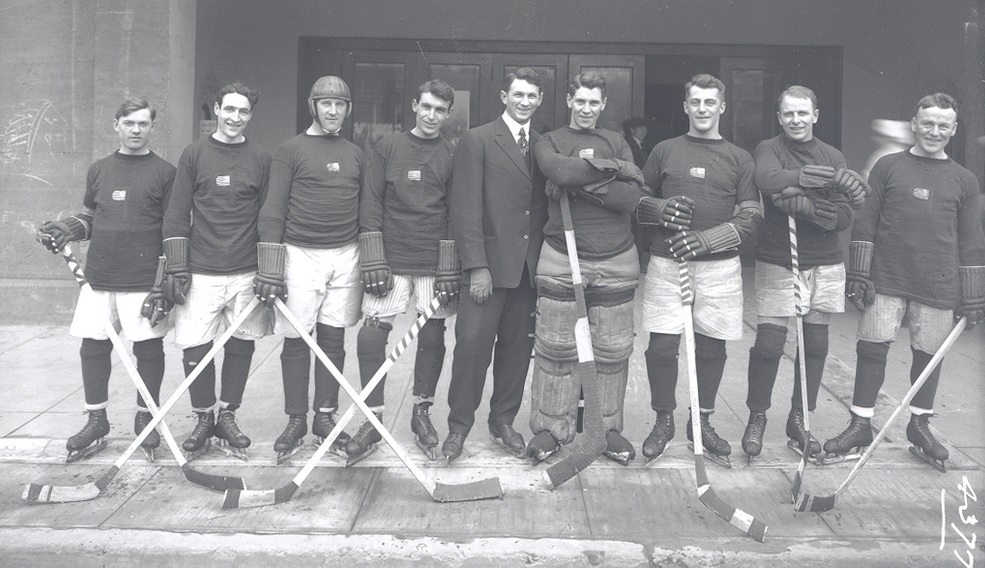
Portland Rosebuds säsongen 1914–15 på trottoaren utanför Portland Ice Arena. Från vänster: Conrad "Connie" Benson, Charles Tobin, Moose Johnson, Smokey Harris, Pete Muldoon, Mike Mitchell, Eddie Oatman, Ran McDonald, Art Throop.

Portland Rosebuds, även känt som Portland Uncle Sams, var ett amerikanskt professionellt ishockeylag i Portland, Oregon, som spelade i Pacific Coast Hockey Association, PCHA, åren 1914–1918.

## Historia
Portland Rosebuds bildades PCHA-säsongen 1914–15 då New Westminster Royals lag flyttades från Kanada till nordvästra USA. Första säsongen i ligan slutade Rosebuds på andra plats, sex poäng bakom segrande Vancouver Millionaires.
Säsongen 1915–16, då ligan utökats med ytterligare ett lag från USA i Seattle Metropolitans, vann Portland Rosebuds PCHA efter att ha spelat ihop 26 poäng på 18 matcher, sex fler än Millionaires och Metropolitans. Rosebuds fick sedan spela om Stanley Cup som första amerikanska lag någonsin mot Montreal Canadiens från NHA. Finalserien i bäst om fem matcher var jämn och gick distansen ut. I den femte och avgörande matchen föll dock laget med 2-1.
Portland Rosebuds spelade i PCHA även säsongerna 1916–17 och 1917–18 och laget slutade på tredje plats båda säsongerna.
Bland de spelare som representerade Portland Rosebuds i PCHA fanns berömdheter som Moose Johnson, Tommy Dunderdale och Dick Irvin, som alla är invalda i Hockey Hall of Fame.

### 1925–26
En andra upplaga av Portland Rosebuds spelade i Western Hockey League säsongen 1925–26 efter det att WCHL-laget Regina Capitals från Regina, Saskatchewan, flyttats till Portland.